# Claude Chaliès
Œuvres principales
Au Dernier Vivant
Claude Chaliès, né Claude Medieu le 30 septembre 1933 à Paris 14ème arrondissement et mort le 21 décembre 1962 à l'île Cocos au Costa Rica, journaliste et écrivain français, auteur du roman policier Au dernier vivant.

## Biographie
Son unique roman, Au dernier vivant, paraît en novembre 1961, un an avant sa mort, dans la Série noire aux éditions Gallimard sous la direction de Marcel Duhamel. Le récit a pour point de départ le testament d'un oncle dont l'héritage doit échoir à trois frères, Luis, Pedro et Rafael, qui ne s'aiment guère. Or, une clause testamentaire précise que les biens sont indivisibles et reviendront intégralement au dernier vivant...  
En 1959, Claude Chaliès devient l'ami de Jean Portelle qui vient de remporter le concours du radio-globe-trotter organisé par Europe N°1, alors qu’il n’a que 23 ans, et qui remporte en 1960 le prix Interallié. Passionnés par l'aventure, les deux jeunes hommes organisent ensemble une expédition qui doit les mener sur les traces du trésor du capitaine Henry Morgan dans l’île Cocos dans l'océan Pacifique. Le magazine Spirou accepte de parrainer en partie cette expédition cofinancée par la radio. Tous les soirs, à 17h30, Portelle consacre une émission à l’histoire du fameux pirate, histoire que Spirou adapte ensuite en bande dessinée. Mais l'aventure des deux jeunes écrivains connaît un dénouement tragique.
Le 21 décembre 1962, lors d'une expédition à l'île Cocos, au large des côtes du Costa Rica, pendant une exploration d'une baie, le canot pneumatique des Français subit une panne de moteur. Le mauvais temps se lève. L'embarcation se met en travers des vagues et se retourne. Ses occupants sont jetés à l'eau. Claude Chaliès et Jean Portelle se noient. Le seul rescapé est le spéléologue Robert Vergnes.

## Œuvre

### Roman policier
- Au dernier vivant, Paris, Gallimard, Série noire no 676, 1961.

## Source
- Claude Mesplède et Jean-Jacques Schleret, SN, voyage au bout de la Noire : inventaire de 732 auteurs et de leurs œuvres publiés en séries Noire et Blème : suivi d'une filmographie complète, Paris, Futuropolis, 1982, 476 p. (OCLC 11972030), p. 64.
- « Claude chaliès, auteur du roman policier au dernier vivant (1961), raconté par mireille, sa sœur cadette [partie i/iii] », sur Glob(e)Notes by Amelia Gueline, 8 mars 2019 (consulté le 31 décembre 2023)